# 宁新街道
宁新街道，是中华人民共和国广东省梅州市兴宁市下辖的一个乡镇级行政单位。

## 行政区划
宁新街道下辖以下地区：
宁新社区、东风社区、城南社区、佛岭社区、洋岭社区、黄岭村、文星村、大岭村、横湖村、横新村、洋里村、高陂村、阳光村、大圳村、大路村、寨仔村和水楼村。